# March-Buch
Das March-Buch vom Berner Geodäten Samuel Bodmer wurde 1705 in Auftrag gegeben und 1712 fertiggestellt. Es enthält Pläne entlang der gesamten Land-Grenze der Republik Bern.
Das Buch besteht aus drei Bänden und hält den vollen Titel Marchbuch darin der Plan und Grundriss der hohen Landmarchen der mächtigen Republik und Stand von Bern wie selbige in ihrem Grund und Limiten liegen und an alle benachbarten Herrschaften anstossen Aus Befehl der hohen Obrigkeit verfertiget durch Samuel und Immanuel Ott Geometriæ Studiosos.
Der Schweizer Alpenclub hat in seinem Jahrbuch von 1893 die Karten kommentiert. Insbesondere werden darin Fehler in der von Bodmer gewählten Toponymie diskutiert.

## Inhalt
| Band    | Inhalt, Grenzverlauf |
| ------- | --- |
| Band 1  | Nordwestgrenze: Marchstein zwischen Coppet und Versoix ("Versoy") bis Aarburg                                                                |
| Band 2  | Ost- und Südgrenze: Aarburg bis Brücke von Saint-Maurice VS                                                                                  |
| Band 3  | Grenzen Bern gegen Freiburg: Laupen bis Oron-le-Châtel                                                                                       |
| Band 3a | Grenzen Bern gegen Freiburg: Yverdon bis Oron-le-Châtel Laupen bis "Le Château de Thielle" (Schloss Thielle) Enthält Kommentare zum Band 3a. |
| Band 4  | Kommentarband zu den Bänden 1–3 |
| Band 5  | Register |